# Взлом Bitfinex
Онлайн-сервис обмена цифровых валют Bitfinex был взломан в августе 2016 года, что на тот момент стало вторым по величине взломом платформы обмена биткойнов. Были украдены 119 756 биткойнов, на тот момент стоивших около 72 миллиона долларов США. В феврале 2022 года правительство США конфисковало около 94 тыс. из украденных биткойнов благодаря расшифровке файла, принадлежащего Илье Лихтенштейну, который содержал адреса и закрытые ключи. Стоимость конфискованного оценивалась в 3,6 млрд долларов. Лихтенштейн и его жена Хизер Морган были обвинены в сговоре с целью отмывания денег.

## История
В августе 2016 года базирующийся в Гонконге сервис обмена криптовалют Bitfinex объявил о нарушении системы безопасности. От разных пользователей около 2 тыс. транзакций в пользу одного адреса были одобрены и проведены, что привело к отмене большого количества текущих заявок из-за недостаточности баланса на счетах клиентов, лишившихся средств. Сразу после этого рыночная цена биткойна упала на 20 %, что снизило общую стоимость украденных биткойнов до 65 млн долларов США. После обнаружения взлома Bitfinex приостановил все операции по выводу и торговле биткойнами, представители сервиса заявили, что расследуют взлом. У клиентов, даже у тех, чьи счета не были взломаны, долларовый эквивалент баланса их счетов сократился на 36 %, и они получили компенсацию  пропорционально своим потерям токенами BFX, которые эмитировал сам сервис Bitfinex, но операции по снятию средств в долларах США были ограничены.
Взлом произошёл несмотря на то, что Bitfinex защищал средства с помощью BitGo, который использует многоуровневую защиту.
С адреса-получателя украденных биткойнов небольшие суммы начали выводиться в начале 2017 года через маркетплейс AlphaBay. После закрытия AlphaBay международными правоохранительными органами во главе с ФБР, биткойны начали поступать на российскую торговую площадку Hydra. Закрытие AlphaBay могло предоставить правоохранительным органам доступ к внутренним журналам транзакций сервиса.
В феврале 2022 года жители Нью-Йорка Илья Лихтенштейн (34 года) и его жена Хизер Морган (31 год) были обвинены властями США в сговоре с целью отмывания биткойнов, которые на тот момент стоили 3,5 млрд долларов США, за что предусмотрено максимальное наказание в виде 20 лет лишения свободы, и в сговоре с целью обмана Соединенных Штатов, за что предусмотрено максимальное наказание в виде 5 лет лишения свободы. Никто из них не был обвинен во взломе или противоправном завладении биткойнами. Правоохранительные органы смогли получить ордер на обыск облачного файлового хранилища, используемого Лихтенштейном, получить электронную таблицу биткойн-адресов, связанных со взломом, и пароли к ним. На одном из адресов находилось около 94 тыс. биткойнов. Благодаря открытости и прозрачности блокчейна правоохранительные органы смогли быстро провести расследование и изъять украденное.
Часть украденного супругами была переведена на более традиционные финансовые счета и вложена в золото, NFT и подарочные карты Walmart. Хотя сотни миллионов долларов были конвертированы в реальные деньги, 80 % биткойнов все ещё находились там, куда были переведены непосредственно после взлома.
Вскоре после ареста пары Netflix заказал документальный сериал, который расскажет о предполагаемых преступлениях Лихтенштейна и Морган.